# Estela de Gwanggaeto

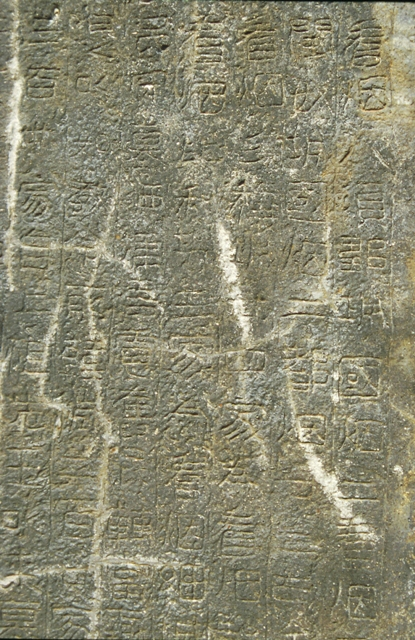
Un costat de l'estela de Gwanggaeto el Gran

L'Estela de Gwanggaeto o del Gran de Koguryö (Gwanggaeto Daewangneungbi; en alfabet hangul: 광개토왕릉비, en hanja: 廣開土王陵碑) es refereix a una estela que va ser construïda el 414 pel rei Jangsu de Koguryö, com a memorial del seu pare Gwanggaeto, el Gran de Koguryö. Aquest monument es considera una de les primeres dades de la història de Koguryö, un dels Tres Regnes de Corea, amb detalls sobre els regnats i mitologies del regne i també sobre la història antiga japonesa.
L'estela es troba a prop de la tomba de Gwanggaeto, actualment a la ciutat xinesa de Ji'an, a prop del riu Yalu, a l'antic Regne de Koguryö. És una peça de granit d'uns 6,4 metres de llarg, amb gairebé 1.802 caràcters xinesos.
S'ha considerat molt important per a diferents nacions d'Àsia Oriental la interpretació de l'estela. La rèplica exacta se'n conserva en el memorial de guerra de Seül, Corea del Sud i altres còpies del 1881 i 1883, respectivament, a la Xina i al Museu Nacional del Japó.

## Redescobriment
S'havia oblidat la ubicació de l'estela. Després de la caiguda de Koguryö el 668 i derrota del seu successor, Balhae, el 926, aquesta regió era lluny de la política coreana i també xinesa. Més tard, alguns nòmades de Manxúria controlaren aquesta zona, en especial els jurtxets al segle ⅩⅥ. Quan la dinastia Qing conquistà la Xina el 1644, van prohibir el trasllat d'altres tribus per a mantenir el culte als avantpassats. La prohibició s'acabà a la fi del segle ⅩⅨ, quan aquesta regió es va obrir a la gent de la dinastia Han. Després, a Manxúria hi hagué una sèrie de guerres, en especial pel Japó i Rússia, les intencions dels quals era esprémer-ne els recursos. D'altra banda, l'obertura de la zona comportà visites d'historiadors xinesos i japonesos. En concret, el Japó hi envià uns agents secrets per a investigar la Manxúria, per ser un indret estratègic internacional. En aquest període, amb noves arribades de xinesos, es va descobrir el text.
Al 1875, un epigrafista xinés, Guan Yueshan, va descobrir l'Estela de Gwanggaeto sota unes ruïnes. El procés d'excavació subsegüent va destruir-ne molts caràcters.

## Crònica del rei Gwanggaeto

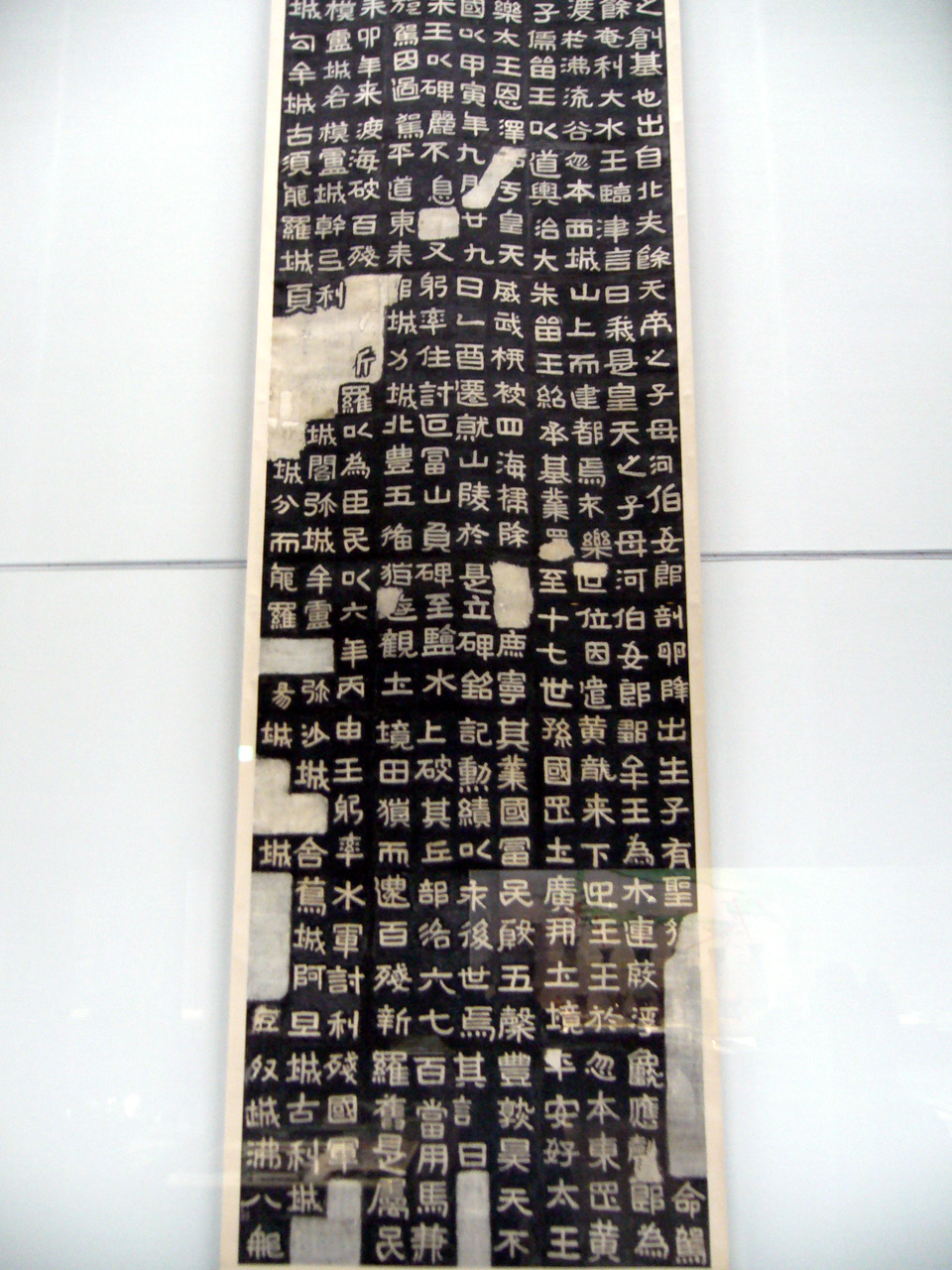
Calc de l'estela

L'estela relata els records de totes batalles durant el regnat de l'emperador Gwanggaeto i les seues victòries. Com ara:
- Article de l'any 395:
  - L'emperador va envair la tribu Paeryeo (稗麗; segurament una tribu de Kitan) i s'aixecà amb els seus animals. Hi va triomfar.

- Article de l'any 396:
  - Paekche i Silla eren vassalls de Koguryö.
  - Des del 391, Wa havia avançat per a atacar Silla amb col·laboració de Paekche.
  - El mateix any, el rei va conquistar algunes fortaleses de Paekche. Quan les forces de Koguryö van arribar a la capital de Paekche, el seu rei es va rendir i jurà ser vassall de Koguryö. Amb el seu príncep i alguns nobles, Gwanggaeto retornà al seu regne.
- Article de l'any 398:
  - Les tropes s'enviaren a la gent de Sushen (粛慎土谷) i en capturaren 300 persones. Des de llavors, els van oferir tribut.

- Article de l'any 399
  - Paekche va trencar la promesa, i feu aliança amb Wa. Quan Gwanggaeto arribà a Pyongyang, un ambaixador de Silla el visità i li va dir que unes tropes de Wa havien travessat la frontera de Silla per a envair el seu regne. Com Silla havia jurat fidelitat a Koguryö, l'emperador Gwanggaeto hi envià una tropa.
- Article de l'any 400:
  - El rei va enviar 50.000 soldats per a salvar Silla. Abans que arribassen a Seorabeol, la capital, les forces de Wa en van tornar. Perseguiren a Wa fins a Imna Gaya (Mimana), i Wa s'hi va rendir.
  - El príncep Bokho de Silla va enviar un tribut a Koguryö.
- Article de l'any 404:
  - De sobte Wa va envair la frontera sud de Daifang. Hi hagué guerra de Koguryö a Pionyang. Hi hagué molts morts japonesos.
- Article de l'any 407:
  - Gwanggaeto envià 50.000 soldats a una batalla (no se'n llig el lloc). Koguryö saquejà molts indrets, i capturà sis fortaleses.
- Article de l'any 410:
  - El Regne de Buyeo Est va deixar de donar tribut a Koguryö. Les tropes de Koguryö envaïren Buyeo, i en guanyaren la submissió. Alguns nobles de Buyeo se n'anaren a Koguryö.

## Arguments sobre els missatges
Aviat s'acceptà que l'estela s'havia dedicat a Gwanggaeto el Gran de Koguryö pel seu regnat del 391–413; i també s'havia aixecar com a epitafi a aquest monarca la tomba del qual era a prop. Tot i que els estudiosos s'han barallat per la traducció dels textos, en general la inscripció és clara. Cada costat diu una llegenda de Koguryö, la tomba de l'emperador Gwanggaeto amb el seu regnat i conquistes.
而 倭 以 辛 卯 年 來 渡 海 破 百 殘 X X [X斤 (新)] 羅 以 爲 臣 民

### Interpretació
L'Oficina de l'Estat Major de l'Exèrcit Imperial Japonés va obtenir una còpia en la seua oficina Kagenobu Sakō al 1884, interessada per una frase que descriu unes campanyes del Gwanggaeto el Gran l'any de sinmyo 辛卯 (391). Alguns investigadors en feren un estudi la dècada dels 1880 i el publicaren al 1889. Gran part dels estudiosos japonesos traduïren aquesta frase així:
"I l'any sinmyo un exèrcit de Wa va venir i va creuar la mar, i derrotà Paekche [manquen lletres] i Silla va poder subjugar-los".
Normalment, els japonesos entenen per Wa un govern centralitzat japonés que controlava la part oest del Japó. Durant els anys 1910-20, Torii Ryūzō i altres van viatjar a Ji'an per examinar l'estela. Hi descobriren falles en la inscripció que s'havien arranjat posteriorment i qüestionaren la credibilitat de les còpies.
La primera recerca coreana la'n feu Chang el 1955, que va suggerir que els subjectes de la paraula 渡海破 i 以爲臣民 indicaven Koguryö i Paekche. Segons ell, la interpretació en seria:
"I en l'any de sinmyo, Koguryö vingué i va creuar la mar, i derrotà Wa. Paekche va ocupar [esborrat] i Silla com els seus vassalls".
El 1959 l'investigador Teijiro Mizutani va publicar un altre important estudi. Revalidà les còpies fetes abans de reparació de l'estela, i conclogué que la còpia original de Sakō no s'havia fet amb el mètode correcte del calc. (双鉤塡墨)
Un estudiós nord-coreà, Kim, n'escrigué un reportatge el 1963. Kim va tractar d'analitzar la veritat històrica recorrent a obres japoneses com Kojiki i Nihon Shoki, i arribà a la conclusió que Wa indica les colònies de Samhan (protoregne de Corea) al Japó: es van establir pels immigrants coreans al voltant de Kyūshū, Kinai i Izumo. I les colònies incloïen Yamato. Kim indica que el subjecte de la frase 來渡海破百殘 era originàriament Koguryö i 百殘 (Paekche: el que degrada Paekche és la gent bàrbara) es refereix a unes colònies de Paekche al Japó. Altres nord-coreans també argumenten sobre la invasió de Koguryö al Japó.
Generalment, els estudiosos coreans neguen la interpretació que el Japó hagués fet conquestes contra Paekche i Silla, tot basant-se en evidències contràries. A més, no hi ha cap prova d'invasió japonesa en cap lloc de Corea: els regnes coreans van atacar forces xineses, i Wa fou una confederació de diverses tribus sense massa ús del ferro. D'altra banda, és molt difícil d'analitzar tot el text a causa de la manca de puntuació, i és quasi impossible desxifrar tot el text a causa de l'erosió de l'estela.

## Galeria d'imatges

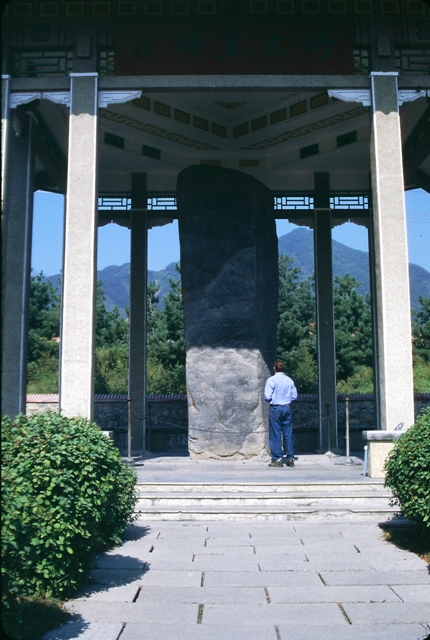
El monument (2001)